# Premio Centroamericano de Literatura Rogelio Sinán
El Premio Centroamericano de Literatura Rogelio Sinán es un premio literario anual hecho por la Universidad Tecnológica de Panamá para los géneros de novela, cuento y poesía, que se alternan en sucesivas ediciones. Este premio literario fue creado en abril de 1996 y ha sido recibido por escritores, cuentistas y poetas de América Central.
Dicho premio honra al destacado escritor vanguardista panameño Rogelio Sinán (1902-1994). El ganador recibe la publicación de la obra por parte de la editorial de la universidad, un pergamino y premio en efectivo.

## Ganadores
Desde que se inició este concurso, 12 panameños han ganado en los géneros de cuento, novela y poesía; de El Salvador lo han ganado dos en poesía, uno en cuento y uno en novela; de Nicaragua lo han ganado un novelista dos poetas; y de Costa Rica y Guatemala lo han ganado un poeta y un novelista, respectivamente.
- Período 1996-1997: Manuel Corleto (Guatemala) con su novela Con cada gota de sangre de la herida.
- Período 1997-1998: Justo Arroyo (Panamá) con su libro de cuentos Héroes a medio tiempo.
- Período 1998-1999: Miguel Huezo Mixco (El Salvador) con su poemario Comarcas.
- Período 1999-2000: Franz Galich (Guatemala) con su novela Managua, salsa city]] (¡devórame otra vez!).
- Período 2000-2001: Ernesto Endara (Panamá) con su libro de cuentos Recetas para ser bonita y otros cuentos.[4]
- Período 2001-2002: Ronald Bonilla (Costa Rica) por su poemario A instancias de tu piel.
- Período 2002-2003: Ramón Varela Morales (Panamá) con su novela Primium.
- Período 2003-2004: Jorge Ávalos (El Salvador) con su libro de cuentos La ciudad del deseo.
- Período 2004-2005: Carmen González Huguet (El Salvador) con su poemario Palabras de diosa y otros poemas.
- Período 2005-2006: Carlos Alberto Soriano (El Salvador) con su novela Listones de colores.
- Período 2006-2007: Alondra Badano (Panamá) con su libro de cuentos Bajareques.
- Período 2007-2008: Porfirio Salazar (Panamá) con su poemario Animal, sombra mía.
- Período 2008-2009: Basilio Dobras Ramos (Panamá) con su novela Napasto.
- Período 2009-2010: Lucy Cristina Chau (Panamá) con su libro de cuentos De la puerta hacia dentro.
- Período 2010-2011: Javier Alvarado (Panamá) con su poemario Balada sin ovejas para un pastor de huesos.
- Período 2011-2012: Arquímedes González (Nicaragua) con su novela Dos hombres y una pierna.
- Período 2012-2013: Gonzalo Menéndez González (Panamá) con su libro de cuentos La tos, la tiza y tusó.
- Período 2013-2014: Leonel Alvarado (Honduras) con su poemario Xibalbá, Texas.
- Período 2014-2015: Carlos Cortés Zúñiga (Costa Rica) con su novela Mojiganga.
- Período 2015-2016: Eduardo Jaspe Lescure (Panamá) con su libro de cuentos Origen del ninfa.[5]
- Período 2016-2017: Silvio Páez Rodríguez (Nicaragua) con su poemario Zona puerca.
- Período 2017-2018: Rogelio Guerra Ávila (Panamá) con su novela La muerte sin pensar en ella.
- Período 2018-2019: Marco Ponce Adroher, (Panamá) con su libro de cuento Esquirlas.[6]
- Período 2019-2020: Guillermo Fernández Álvarez (Costa Rica) con el poemario El país de la última tarde.
- Período 2021-2022: María del Carmen Pérez Cuadra (Nicaragua) con la novela Memorias de una hija imaginaria.